# Spilosoma fuscobasalis
Spilosoma fuscobasalis là một loài bướm đêm thuộc phân họ Arctiinae, họ Erebidae.